# Tabidachi no Uta
Singles de AAA
Music!!! / ZerØ
(2008) Break Down / Break your name / Summer Revolution
(2009)
Tabidachi no Uta est le 20esingle du groupe AAA sorti sous le label Avex Trax le 14 janvier 2009 au Japon. Il atteint la 4e place du classement de l'Oricon et reste classé 3 semaines, pour un total de 24 777 exemplaires vendus. Il sort en format CD, CD+DVD et CD Extra (+Tabidachi no Uta (Off Shot) et +vidéo AAA Hizo Club -Sono 4-).
Mosaic a été utilisé comme thème musical pour le drama Mirai Seiki Shakespeare; et A piece of my word a été utilisé comme thème musical pour la publicité Kyoto Kimono Yuzen Co. Ltd. Tabidachi no Uta est présente sur l'album remix AAA Remix ~non-stop all singles~ et sur l'album DepArture où se trouve également Mosaic et A piece of my word.

## Liste des titres
| 1. | Tabidachi no Uta (旅ダチノウタ)                                           | Leonn     | Minoru Komorita      | 5:07 |
| 2. | Mosaic                                                                    | kenko-p   | Lori Fine (Coldfeet) | 4:36 |
| 3. | A piece of my word                                                        | Kenn Kato | Sin                  | 5:14 |
| 4. | Tabidachi no Uta (TW Departure Mix) (旅ダチノウタ (version CD seulement)) | Leonn     | Minoru Komorita      | 5:07 |
| 5. | Tabidachi no Uta (instrumental) (旅ダチノウタ)                            | Leonn     | Minoru Komorita      | 5:07 |
| 6. | Mosaic (instrumental)                                                     | kenko-p   | Lori Fine (Coldfeet) | 4:36 |
| 7. | A piece of my word (instrumental)                                         | Kenn Kato | Sin                  | 5:13 |

| 1. | Tabidachi no Uta (旅ダチノウタ) |  |